# Séverin Létourneau
Séverin Létourneau, né le 23 mai 1871 à Saint-Constant et mort le 17 décembre 1949, est un juriste et homme politique québécois. De 1942 à 1949, il est juge en chef du Québec.

## Biographie
Il est le fils d'Hubert Létourneau, cultivateur, et de Claire Vadney Lanctôt. 

### Études et carrière d'avocat
Il étudie à l'École normale Jacques-Cartier puis à l'Université Laval à Montréal. Elle fait sa cléricature auprès du député fédéral Louis Conrad Pelletier. Il est admis au barreau du Québec le 9 juillet 1895. Il est fait conseiller du roi le 30 juin 1906. Il exerce sa profession à Montréal auprès de plusieurs cabinets d'avocats, dont Pelletier et Létourner (1895 à 1909), Pelletier, Létourneau et Beaulieu (1909 à 1915) et Létourneau, Beaulieu, Marin et Mercier (1915 à 1918).

### Politique
Il est président du club libéral de Saint-Henri de 1908 à 1911. Il est organisateur du Parti libéral du Québec à Montréal de 1911 à 1921. Il est élu député libéral de Montréal-Hochelaga lors des élections québécoises de 1912. En 1914, il est président de la Fédération des clubs libéraux de la province de Québec. Réélu aux élections 1916, il ne se représente pas à celle de 1919. Il termine sa carrière politique en tant que conseiller législatif de Rigaud de 1919 à 1922.

### Juge
Le 25 janvier 1922, il est nommé juge à la Cour du banc du roi. Il est juge en chef du Québec de 1942 à 1949. À ce titre, il occupe temporairement la charge d'administrateur du Québec en 1942 en l'absence du lieutenant-gouverneur du Québec. Il meurt en fonction, en 1949.
Le fonds d’archives de Séverin Létourneau (P675) est conservé au centre BAnQ Vieux-Montréal de Bibliothèque et Archives nationales du Québec.

## Distinctions
- 1943 : Docteur en droit honoris causa de l'Université de Montréal